# Arkadi Nikiforowitsch Jekatow
Arkadi Nikiforowitsch Jekatow (russisch Аркадий Никифорович Екатов; * 7. Junijul. / 19. Juni 1897greg. in Wilna; † 13. März 1941) war ein russisch-sowjetischer Testpilot.

## Leben
Nach der Pilotenausbildung an der Moskauer Flugschule (Abschluss 1915) nahm Jekatow am Ersten Weltkrieg teil. Nach der Oktoberrevolution nahm er am Russischen Bürgerkrieg in der Roten Armee teil.
Ab 1920 arbeitete Jekatow als Testpilot in dem aus dem Dux-Werk entstandenen Moskauer Flugzeugwerk Nr. 1. Er erprobte die Flugzeuge Polikarpow R-1, Polikarpow I-1, Grigorowitsch I-2, Polikarpow I-3, Tupolew I-4, Polikarpow I-5, Polikarpow R-5, I-7, Polikarpow I-15, R-Z und Polikarpow I-153.
Im Sommer 1925 nahm Jekatow an Chariton Nikanorowitsch Slaworossows Gruppenflug Moskau–Peking teil zusammen mit Michail Michailowitsch Gromow, Michail Alexandrowitsch Wolkowoinow, Nikita Iwanowitsch Naidjonow, Iwan Poljakow und Apollinari Iwanowitsch Tomaschewski.
Im März 1940 wurde Jekatow Testpilot des 1939 gegründeten Experimentalkonstruktionsbüros (OKB) Mikojan-Gurewitsch. Am 5. April 1940 startete er mit der I-200 zum Erstflug, dem Prototyp der Mikojan-Gurewitsch MiG-1. Ab Februar 1941 wurde die Mikojan-Gurewitsch MiG-3 zur Bestimmung von Reichweite und Treibstoffverbrauch erprobt. Als Jekatow am 13. März mit der MiG-3 aufstieg, um bei Höchstgeschwindigkeit auf Flughöhe den Treibstoffverbrauch zu messen, kam es zur Katastrophe. Die Untersuchung ergab, dass der Kompressorläufer des von Alexander Alexandrowitsch Mikulin konstruierten Motors AM-35A brach und es zu einer starken Erschütterung des Flugzeugs kam. Jekatow erlitt einen Kopfstoß, verlor das Bewusstsein und stürzte ab.
Jekatow wurde auf dem Moskauer Nowodewitschi-Friedhof begraben.

## Ehrungen
- Georgskreuz IV. Klasse[2]
- Rotbannerorden[2]
- Orden des Roten Sterns[2]